# 地縁
地縁（ちえん）とは、住む土地にもとづく縁故関係であり、近隣の住民との間で相互扶助などを通じて形成される地域コミュニティである。つまり現在住んでいる土地や過去に住んでいた土地などによる縁（人間関係）のことである。

## 概説
地縁としてはたとえば、地域共同体、町内会、「向う三軒両隣」などの近隣住民同士の縁が挙げられ、こうしたものは生活上の助け合いの関係、相互扶助を形成している。また地縁に関連して、日本の農村部などについては、集落共同体内での「馴れ合い体質」や力関係についても語られる場合がある（選挙における候補者支持や公序良俗に反する風習、行政に対してなど）。
地縁で成り立っているコミュニティは「地域コミュニティ」などと呼ぶ。また地縁による組織を団体としてとらえた場合、「地縁団体」と呼ぶことがある。
日本では地域コミュニティ・地縁団体などには、町内会、町会、自治会などの組織もある。従来の日本の法規ではそれらに法人格が認められておらずなにかと不都合があった。そこで1991年に法規が改正され、法人格も認められる認可地縁団体という枠組みができた。
地縁を活用し、地産地消に類する概念としては「地縁技術」がある。地縁技術とは、地縁社会内で物資を調達、製作し、同地域内で流通販売が行われるような技術を指す。この地縁技術の例として、タイ東北部（イーサーン）で生産・利用される竹籠の一種であるカティップが挙げられる。当地では地元で生育した竹を原材料にし、地元民が手作りで籠を編み、主食であるもち米を盛る食器として使用されている。